# Max Edwin Vaterlaus
Max Edwin Vaterlaus est un photographe et reporter suisse (15 septembre 1921 à Zurich - 26 avril 2004 à Satigny, Suisse).

## Biographie
Max Vaterlaus est né à Zurich et il a vécu à Genève.  
Dès les années 1960, il va couvrir la plupart des conflits armés jusque dans les années 80. Il travaille pour l'Agence télégraphique suisse Keystone et il est nommé directeur de l'antenne de presse Keystone en Suisse romande.  
En 1968 il rencontre la photographe suisse Dany Gignoux. Il lui prête son laboratoire pour développer des photographies ce qui incite et décide Dany Gignoux à devenir photoreporter. Max Vaterlaus deviendra son compagnon. Ils collaborent à des articles, comme celui sur le lieu culturel du Grand-Cachot dans la vallée de la Brévine. 
En 1971, il couvre des manifestations qui visent à développer les espaces culturels et centres autonomes à Genève et il y même blessé. 
Il travaille comme photographe de presse sur le terrain pour la Croix-Rouge suisse et le Comité International de la Croix-Rouge  durant les années 1969-1974. Ses photographies sont publiées dans les revues Croix-Rouge suisse et le Rapport d’activité / Comité International de la Croix-Rouge. Il couvre la Guerre du Vietnam  et aussi l'actualité helvétique. 
Dès 1970 et au long de sa carrière de photoreporter, Max Vaterlaus voit ses clichés publiés par des journaux de la Suisse romande comme Radio TV - Je vois tout, Tribune de Lausanne - Le Matin, L'Illustré, L'Hebdo, Le Nouvelliste, La Liberté, Freiburger Nachrichten. Il photographie des personnalités de passage à Genève comme Yasser Arafat, Jacqueline Kennedy, des acteurs comme Charlie Chaplin, Ingrid Bergman, Audrey Hepburn, des musiciens comme Joan Baez, Dizzy Gillespie au Montreux Jazz Festival, des artistes comme Robert Hainard dans son atelier, des institutions comme l'Orchestre de la Suisse romande (OSR). Il couvre des évènements sportifs comme la Patrouille des glaciers, des finales de football ou encore des cours de théâtre. 
En 1990-1991, il est président de l'association des photographes de presse romands. 

## Publications à titre de photographe

### Livres et articles
- Dany Gignoux et Max Vaterlaus (photos), « Le Grand-Cachot-de-Vent conjugue passé et présent », Radio TV - Je vois tout,‎ 1970, p. 60-61 (lire en ligne)

- Genève = Genf = Geneva, Lausanne, Payot, 1975  (ISBN 2601001674)

### Affiche
- L'enfant dans la guerre, Musée [international de la Croix-Rouge et du Croissant-Rouge], Genève, exposition du 12 septembre au 1er avril 1991 [9] : affiche primée par le Département fédéral de l'intérieur (Suisse)

## Expositions
- 1979 : Reporters photographiques de Genève : Ralph Crane, Anne-Marie Grobet, Liliane de Toledo, Max Vaterlaus, Dany Gignoux, Alain Gassmann, Yannick Muller, Bernard Goldschmid. Galerie de photographie Jésus Moreno, Carouge « Archives de la Gazette de Lausanne et du Journal de Genève » (consulté le 9 août 2019)

- 1983 :  Max Vaterlaus, travaux photographiques, Atelier Yves Humbert, Nyon [10]

- 1997 :  Décider, c'est penser à la septième génération, photographies de Max Vaterlaus, Musée d'ethnographie, Genève [11]